# Urbán János (költő)
Urbán János (Ada, 1921. április 30. – Szabadka, 1993. június 5.) vajdasági író, költő, helytörténész. Urbán Farkas Gábor (1953–) költő apja.

## Életpályája
Szülei: Urbán Farkas Gergely és Wolford Viktória voltak. Kereskedelmi és inasiskolába járt. 1937-től a munkásmozgalom résztvevője volt, a Híd terjesztője, a Szabadkai Munkásotthon szervezője. A második világháborút követően egy adai földművesszövetkezet igazgatója volt. 1947-ben az újvidéki Magyar Szó munkatársa lett, 1948-1985 között a lap szabadkai szerkesztőségében dolgozott. 1957-1970 között részt vett az Életjel irodalmi élőújság szervezésében. 1977-1981 között a szabadkai Üzenetet szerkesztette.

## Munkássága
A békés tiszai táj, a szerelem, a békesség költője volt. Novelláiban és tárcáiban a lírai és epikai látásmód keveredett. Prózai műveiben a hétköznapok ügyes-bajos dolgait szociografikus megközelítéssel mutatta be. Gyermeknovellákat is írt. Szerbből, horvátból fordított.

## Művei
- Életjel (vers, 1953)
- Álmok a Tiszánál (vers, 1955)
- Fölszakadnak a felhők (vers, 1958)
- Koldusjáték (elbeszélés, 1960)
- Fanyar szüret (vers, 1962)
- Átkelés (elbeszélések, tárcák, 1966)
- Tűzsziget. Az adai földmunkás- és munkásmozgalom krónikája, 1-2.; Forum, Novi Sad, 1967–1980
  - 1. Ada keletkezésétől 1890-ig, 1890–1919-ig
  - 2. 1919–1947
- Ajándék (elbeszélés gyerekeknek, 1972)
- Haláltépett élet. Bakos Kálmán, a forradalmár; Életjel, Szabadka, 1973 (Életjel miniatűrök)
- Fáklyafényben. Cseh Károly életrajza és írásai (1974)
- Őstehetség. Csépe Imre életrajza (1977)
- Kőposta (elbeszélések, karcolatok, 1977)
- Sziromfészek (elbeszélés gyerekeknek, 1979)
- Holdudvar. Válogatott elbeszélések; vál., utószó Juhász Géza; Forum, Újvidék, 1981
- Látomás a fennsíkon (vers, 1981)
- Örömnap (életképek, 1986)
- Parázsföld (1988)
- Lángérdem. Az önkéntes tűzoltóság 100 éve Kanizsán; Kanizsai Önkéntes Tűzoltó Egyesület, Kanizsa, 1989
- Rianás (vers, 1990)

## Díjai
- Szabadka város Október díja (1965)
- Vuk Irodalmi Díj (1972)
- Zsáki József-díj (1975)
- Magyar Szó-díj (1976)
- Üzenet-díj (1978)
- Kanizsai írótábor aranyérme (1982)
- Szenteleky Kornél-díj (1984)